# خون‌درخت‌ها
خون‌درخت‌ها (نام علمی: Corymbia) نام یک سرده از تیره موردیان است.